# Auréa Cormier
Pour les articles homonymes, voir Cormier (homonymie).
Auréa Cormier est une religieuse catholique, professeure et militante pour la justice sociale canadienne, née à Shédiac Bridge, au Nouveau-Brunswick. Elle est la fondatrice du Centre de recherche sur les aliments et est directrice de l'école de nutrition et d'études familiales, tous deux à l'Université de Moncton. Elle est une pionnière dans l'industrie agroalimentaire de la région de Moncton. 

## Biographie
Née à Shediac Bridge au Nouveau-Brunswick, Auréa Cloutier étudie au couvent de la Congrégation de Notre-Dame à Saint-Louis-de-Kent.

## Enseignement
Entrée en religion chez les Sœurs de Notre Dame du Sacré Cœur, elle entre en 1958 à l'Université d'Ottawa où elle obtient en 1963 un baccalauréat en sciences domestiques. Elle poursuit ses études à l'université Cornell dans l'État de New York, obtenant une maîtrise en Nutrition et biochimie, puis complète un doctorat en Sciences et technologie des aliments en 1969,. 
De retour au Nouveau-Brunswick, elle accepte en 1967 un poste de professeur de nutrition et de chimie alimentaire à l'Université de Moncton. La même année, elle y fonde, en compagnie de Ghislaine (Cormier) Arsenault, l'École des sciences domestiques (devenue par la suite l'École des sciences des aliments, de nutrition et d'études familiales). En 1983, elle fonde le Centre de recherche sur les aliments (CRA) qu'elle dirige de 1983 à 1995. Elle publie plus de 40 articles scientifiques. Elle obtient les titres de professeure agrégée (1974), professeure titulaire (1978), puis professeure émérite (1999) après sa retraite de l'université en 1996.
Parallèlement à ses activités académiques, elle est depuis 1985 experte-conseil auprès de diverses compagnies de produits marins et agro-alimentaires et devient en 1994 présidente de la Conférence technologique des pêches de l'Atlantique.

## Action sociale
Autant durant sa carrière universitaire qu'après celle-ci, Auréa Cloutier est active dans le domaine de la coopération internationale, principalement en ce qui concerne l'alimentation. Elle est experte-conseil pour l'Agence de coopération culturelle et technique pour un projet de micro-entreprises de femmes en Guinée, et devient en 1995-1996 la première directrice générale d'un projet de partenariat Acadie-Haïti associé à l'Université de Moncton et d'autres partenaires incluant des communautés religieuses, dont elle dirige le travail sur le terrain,. Elle a également fait de l'enseignement en Mauritanie, au Sénégal et en Côte d'Ivoire.
Au Nouveau-Brunswick, elle est également activement impliquée dans les causes de justice sociale et de lutte contre la pauvreté. Elle préside le comité de justice sociale de sa congrégation de 1985 à 1992, et participe à l'organisation de la Marche mondiale des Femmes en 2000. Elle participe au Front commun pour la justice sociale du Nouveau-Brunswick, organise de nombreux sommets sur la pauvreté et elle est une pionnière des services sociaux à Moncton.  

## Distinctions
- 1995 : 
  - Membre de l'Ordre du Canada[1]
  - Prix Earl P. McFee de la Conférence technologique des pêches de l'Atlantique[7]
- 2010 : 
  - Ordre de Moncton[6]
  - Médaille de la Paix du YMCA[5]
- 2012 : Prix du Sénateur-Hervé-Michaud[2]
- Prix W.J. Eva de l’Institut canadien de science et de technologie alimentaire[4]
- Prix de reconnaissance des pairs de l'Association des diététistes du N.-B.,